# Charles Guérin

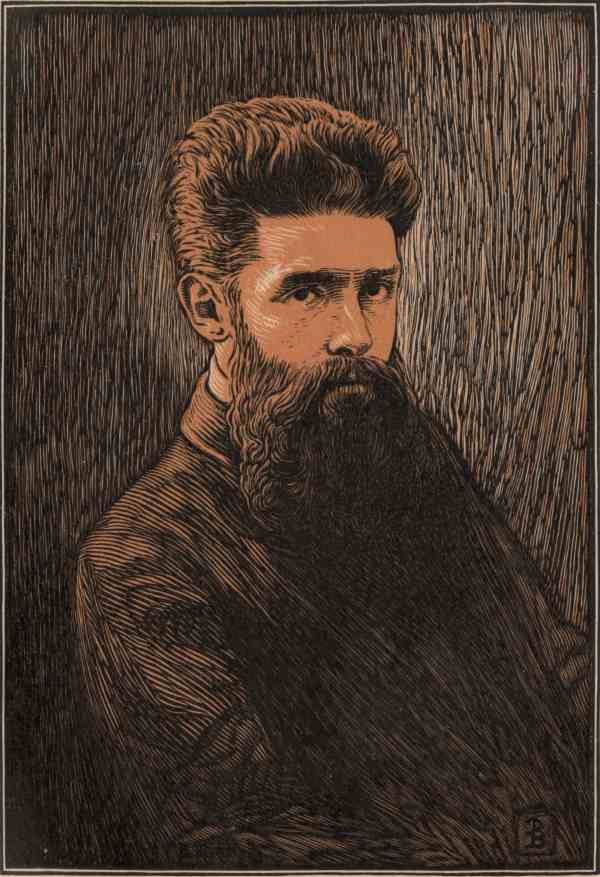
Charles Guérin
(porträtt av Paul Baudier)

Charles Guérin, född 29 december 1873, död 17 mars 1907, var en fransk författare.
Guérin framträdde 1893 som texttrogen symbolist men gled omkring sekelskiftet med L'Éros funèbre (1900) över mot parnassismens idealform och ingöt i denna sin melankoli och sitt alltmera religiöst betonade livsinnehåll.